# Jack Draper (tenisista)
Jack Draper (ur. 22 grudnia 2001 w Sutton) – brytyjski tenisista, finalista juniorskiego Wimbledonu 2018 w grze pojedynczej, reprezentant Wielkiej Brytanii w Pucharze Davisa, olimpijczyk z Paryża (2024).

## Życie prywatne
Pomimo że jest praworęczny, w tenisa gra lewą ręką.
Jest kibicem Manchesteru United.

## Kariera tenisowa
W 2018 roku dotarł do finału juniorskiego turnieju Wimbledonu w grze pojedynczej, w którym przegrał z Tseng Chun-hsinem 1:6, 7:6(2), 4:6.
Rok później zadebiutował w imprezie wielkoszlemowej podczas turnieju Wimbledonu w grze podwójnej. Startując w parze z Paulem Jubbem, odpadł w pierwszej rundzie.
W swojej karierze wygrał trzy turnieje cyklu ATP Tour w grze pojedynczej z siedmiu rozegranych finałów. Ponadto zwyciężył w pięciu singlowych turniejach cyklu ATP Challenger Tour.
Od września 2023 reprezentant Wielkiej Brytanii w Pucharze Davisa.
W 2024 roku zagrał w turnieju singlowym igrzysk olimpijskich w Paryżu, gdzie awansował do drugiej rundy.
W rankingu gry pojedynczej najwyżej był na 4. miejscu (9 czerwca 2025), a w klasyfikacji gry podwójnej na 202. pozycji (14 czerwca 2025).

### Historia występów wielkoszlemowych w grze pojedynczej
Legenda
     W, wygrany turniej
     F, przegrana w finale
     SF, przegrana w półfinale
     QF, przegrana w ćwierćfinale
     xR, przegrana w x rundzie
     Qx, przegrana w x rundzie kwalifikacji
     A, brak startu
     NH, turniej nie odbył się
| Turniej         | 2018 | 2019 | 2020 | 2021 | 2022 | 2023 | 2024 | 2025 | Tytuły | Z–P     |
| --------------- | ---- | ---- | ---- | ---- | ---- | ---- | ---- | ---- | ------ | ------- |
| Australian Open | A    | A    | A    | A    | A    | 1R   | 2R   | 4R   | 0 / 3  | 4 – 3   |
| French Open     | A    | A    | A    | A    | A    | 1R   | 1R   |      | 0 / 2  | 0 – 2   |
| Wimbledon       | Q1   | Q1   | NH   | 1R   | 2R   | A    | 2R   |      | 0 / 3  | 2 – 3   |
| US Open         | A    | A    | A    | A    | 3R   | 4R   | SF   |      | 0 / 3  | 10 – 3  |
|                 |      |      |      |      |      |      |      |      |        |         |
| Bilans spotkań  | 0–0  | 0–0  | 0–0  | 0–1  | 3–2  | 3–3  | 7–4  | 3–1  | 0 / 11 | 16 – 11 |

### Finały w turniejach ATP Tour
| Legenda                                      |
| -------------------------------------------- |
| Wielki Szlem                                 |
| Igrzyska olimpijskie                         |
| Tennis Masters Cup / ATP Finals              |
| ATP Masters Series / ATP Tour Masters 1000   |
| ATP International Series Gold / ATP Tour 500 |
| ATP International Series / ATP Tour 250      |

#### Gra pojedyncza (3–4)
| Końcowy wynik | Nr | Data                 | Turniej      | Nawierzchnia  | Przeciwnik        | Wynik finału     |
| ------------- | -- | -------------------- | ------------ | ------------- | ----------------- | ---------------- |
| Finalista     | 1. | 11 listopada 2023    | Sofia        | Twarda (hala) | Adrian Mannarino  | 6:7(6), 6:2, 3:6 |
| Finalista     | 2. | 13 stycznia 2024     | Adelaide     | Twarda        | Jiří Lehečka      | 6:4, 4:6, 3:6    |
| Zwycięzca     | 1. | 16 czerwca 2024      | Stuttgart    | Trawiasta     | Matteo Berrettini | 3:6, 7:6(5), 6:4 |
| Zwycięzca     | 2. | 27 października 2024 | Wiedeń       | Twarda (hala) | Karen Chaczanow   | 6:4, 7:5         |
| Finalista     | 3. | 22 lutego 2025       | Doha         | Twarda        | Andriej Rublow    | 5:7, 7:5, 1:6    |
| Zwycięzca     | 3. | 17 marca 2025        | Indian Wells | Twarda        | Holger Rune       | 6:2, 6:2         |
| Finalista     | 4. | 4 maja 2025          | Madryt       | Ceglana       | Casper Ruud       | 5:7, 6:3, 4:6    |

### Zwycięstwa w turniejach ATP Challenger Tour

#### Gra pojedyncza
| Końcowy wynik | Nr | Data             | Turniej      | Nawierzchnia  | Przeciwnik          | Wynik finału     |
| ------------- | -- | ---------------- | ------------ | ------------- | ------------------- | ---------------- |
| Zwycięzca     | 1. | 16 stycznia 2022 | Forlì        | Twarda (hala) | Jay Clarke          | 6:3, 6:0         |
| Zwycięzca     | 2. | 20 lutego 2022   | Forlì        | Twarda (hala) | Tim van Rijthoven   | 6:1, 6:2         |
| Zwycięzca     | 3. | 27 lutego 2022   | Forlì        | Twarda (hala) | Alexander Ritschard | 3:6, 6:3, 7:6(8) |
| Zwycięzca     | 4. | 3 kwietnia 2022  | Saint-Brieuc | Twarda (hala) | Zizou Bergs         | 6:2, 5:7, 6:4    |
| Zwycięzca     | 5. | 5 listopada 2023 | Bergamo      | Twarda (hala) | David Goffin        | 1:6, 7:6(3), 6:3 |

### Finały juniorskich turniejów wielkoszlemowych

#### Gra pojedyncza (0–1)
| Końcowy wynik | Nr | Data          | Turniej           | Nawierzchnia | Przeciwnik      | Wynik finału     |
| ------------- | -- | ------------- | ----------------- | ------------ | --------------- | ---------------- |
| Finalista     | 1. | 15 lipca 2018 | Wimbledon, Londyn | Trawiasta    | Tseng Chun-hsin | 1:6, 7:6(2), 4:6 |